# ماتيريال ديزاين
ماتيريال ديزاين (بالإنجليزية: Material Design) (واسمها الرمزي: Quantum Paper) هي اسم لغة تصميم، طورتها شركة جوجل عام 2014م على أساس تصميم «ال‍بطاقة» الذي طُرح في خدمة «جوجل الآن» (بالإنجليزية: Google Now).

## التحديثات

### ماتيريال ديزاين 1
قامت جوجل بطرح المفهوم لأول مرة في Google I/O 2014 keynote رفقة تحديث أندرويد 5.0 (Lolipop) . لقد شوهد هذا العرض التقديميّ أكثر من 1.5 مليون مرة حتى الآن، وما زال يتم التعامل معه على أنه العرض الأساسيّ لماهيّة تصميم ماتيريال ديزاين وكيف علينا أن نتخيله.

### ماتيريال ديزاين 2
أعلنت جوجل في مؤتمر المطورين لعام 2018 Google I/O 2018 keynote عن حزمة من التحسينات شملت جميع تطبيقات وخدمات جوجل في كل من الويب وتطبيقات الهواتف المحمولة ومنها زر الإجراء الذي جري نقله من الجانب الأيسر أسفل الشاشة إلي الوسط، تحديث حزمة خطوط الواجهة من google Product Sans إلي Google Sans ،بالإضافة الي التوسع في استخدام الحواف المنحنية والألوان في أيقونات الواجهة وبالأخص اللون الأبيض في شريط الحالة، وقد ظهرهذا التحديث مع أندرويد 9 (Pie).

## وصلات خارجية
- الموقع الرسمي